# Gia Cát
Gia Cát hay Chư Cát (chữ Hán: 諸葛, Bính âm: Zhuge) là một họ của người Trung Quốc. Gia Cát là một trong 60 họ kép (gồm hai chữ) trong danh sách Bách gia tính, nó xếp thứ 314 trong danh sách này. Tuy số lượng người Trung Quốc mang họ này khá hiếm nhưng Gia Cát vẫn rất nổi tiếng vì đây là họ của Gia Cát Lượng, thừa tướng nhà Thục Hán thời Tam Quốc.